# جایزه بزرگ آفریقای جنوبی ۱۹۷۴
جایزه بزرگ آفریقای جنوبی ۱۹۷۴ (انگلیسی: ‎1974 South African Grand Prix‎) یک مسابقهٔ موتوری در رشتهٔ اتومبیل‌رانی فرمول یک بود که در تاریخ ۳۰ مارس ۱۹۷۴ در کیالامی واقع در میدراند، خاوتنگ، آفریقای جنوبی برگزار شد. این گراند پری در میان ۱۵ گراند پری در فصل ۱۹۷۴، مسابقهٔ شمارهٔ ۳ بود.
در این مسابقه که در ۷۸ دور و به مسافت ۳۲۰٫۱۱۲ کیلومتر (۱۹۸٫۹۰۸ مایل) برگزار شد، پول پوزیشن توسط نیکی لائودا کسب شد و سریع‌ترین زمان برای طی یک دور پیست که برابر با ۱:۱۸٫۱۶ بود نیز توسط کارلوس روتمان به ثبت رسید.
کارلوس روتمان از تیم برابام-فورد، ژان-پیر بلتویز از تیم بی‌آرام و مایک هیلوود از تیم مک‌لارن-فورد به‌ترتیب مقام‌های اول تا سوم مسابقه را کسب کردند.

## رده‌بندی قهرمانی پس از مسابقه
|       | جایگاه | راننده           | امتیاز |
| ----- | ------ | ---------------- | ------ |
|       | ۱      | کلی رگاتزونی     | ۱۰     |
| ۵     | ۲      | کارلوس روتمان    | ۹      |
| ۱     | ۳      | امرسون فیتیپالدی | ۹      |
| ۱     | ۴      | دنی هیولم        | ۹      |
|       | ۵      | مایک هیلوود      | ۹      |
| منبع: |        |                  |        |

|       | جایگاه | سازنده      | امتیاز |
| ----- | ------ | ----------- | ------ |
|       | ۱      | مک‌لارن-فورد | ۲۲     |
|       | ۲      | فراری       | ۱۲     |
| ۳     | ۳      | برابام-فورد | ۹      |
| ۱     | ۴      | بی‌آرام      | ۸      |
| ۱     | ۵      | لوتوس-فورد  | ۴      |
| منبع: |        |             |        |

یادداشت
- تنها پنج جایگاه نخست از هر رده‌بندی نمایش داده شده‌است.